# Sport Bissau e Benfica
Sport Bissau e Benfica, meist nur Benfica de Bissau genannt, ist ein guinea-bissauischer Fußballverein aus der Landeshauptstadt Bissau.
Der Klub empfängt seine Gäste im 12.000 Zuschauer fassenden Estádio Lino Correia in Bissau.

## Geschichte

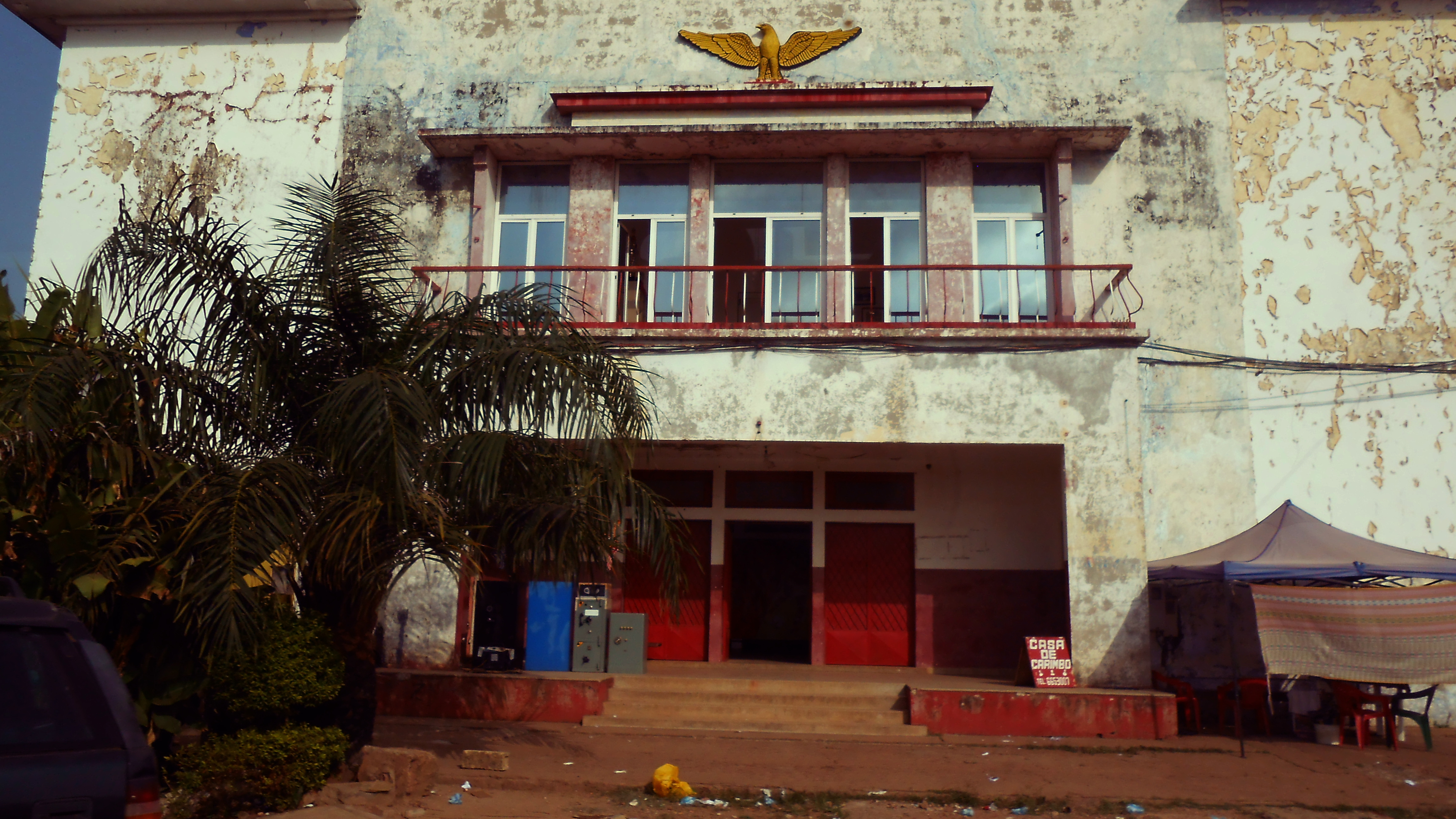
Vereinssitz in Bissau

Der Verein wurde am 27. Mai 1944 in der damaligen portugiesischen Kolonie Portugiesisch-Guinea als Filialverein des portugiesischen Traditionsklubs Benfica Lissabon gegründet.
Seine größten Erfolge erreichte der Klub erst nach der Unabhängigkeit Guinea-Bissaus 1974.
1977 gelang dem Verein sein erster Gewinn des Campeonato Nacional da Guiné-Bissau, der höchsten Spielklasse des Landes. Seither konnte der Klub zehn weitere Landesmeisterschaften für sich entscheiden und ist damit nach Rekordmeister Sporting Clube de Bissau erfolgreichster Klub des Landes (Stand 2017).

## Erfolge
- Guineabissauischer Meister:
  - 1977, 1978, 1980, 1981, 1982, 1988, 1989, 1990, 2010, 2015, 2017, 2018, 2022, 2024, 2025 (15 Titel)
- Guineabissauischer Pokal:
  - 1980, 1989, 1992, 2008, 2009, 2010, 2015, 2018, 2021, 2022 (10 Titel)
- Guineabissauischer Supercup:
  - 1985, 2010, 2015, 2022, 2024 (5 Title)